# Mérulaxe cendré
Genre
Espèce
Statut de conservation UICN

 LC  : Préoccupation mineure
Le Mérulaxe cendré (Myornis senilis) est une espèce de passereaux de la famille des Rhinocryptidae, présente en Colombie, en Équateur et au Pérou. C'est l'unique espèce connue du genre monotypique Myornis.